# Камышевский пруд
Камышевский пруд — пруд в Зимовниковском районе Ростовской области России. Расположен на реке Балка Камышева, Сало-Манычского водораздела, в окрестностях хуторов Камышев и Ровное. Своим названием водоём обязан близкорасположенному хутору. Объём пруда составляет 900 тыс. м³. Площадь поверхности — 0,3 км². Высота над уровнем моря — 135 м.

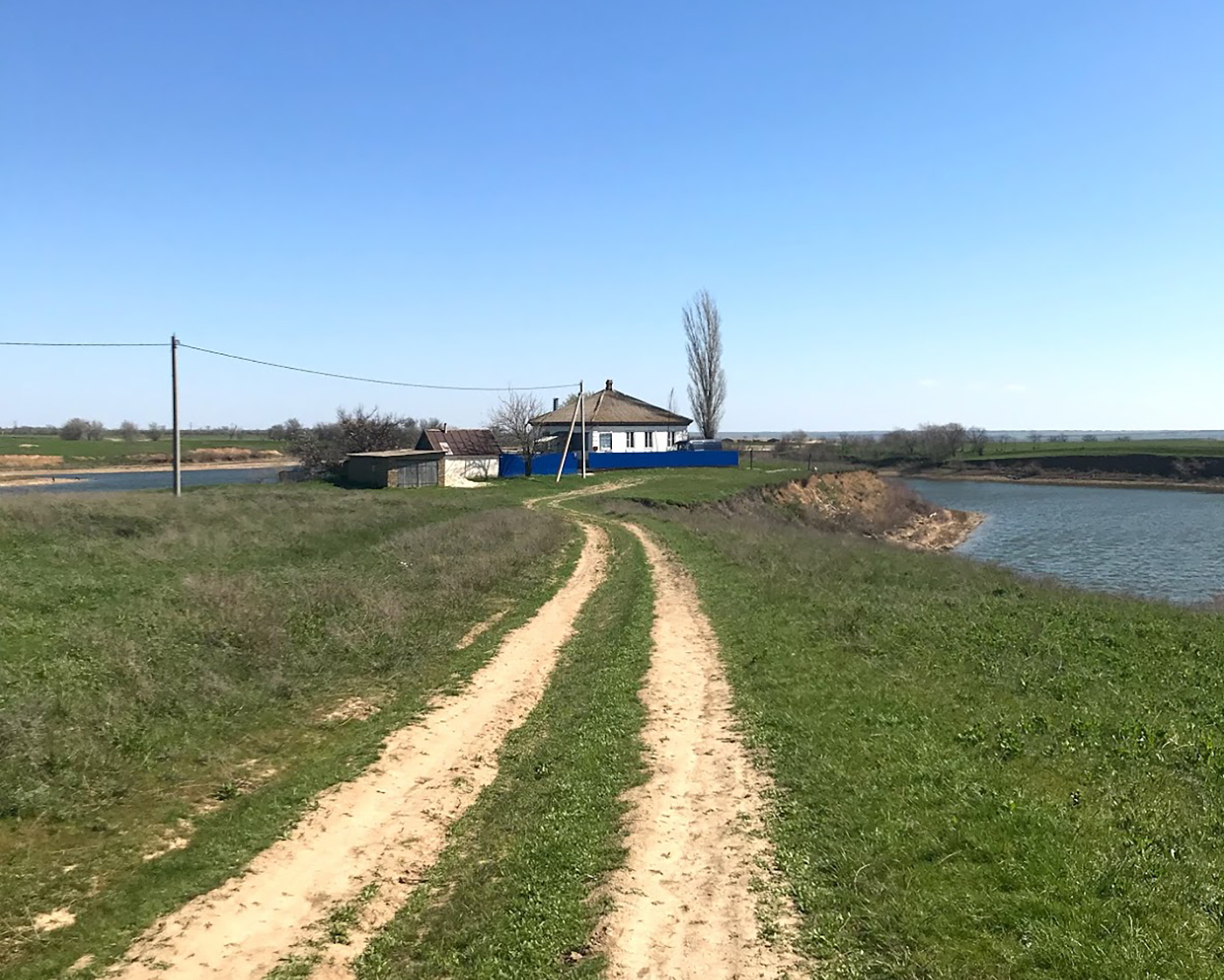
Дом на полуострове на Камышевском пруду

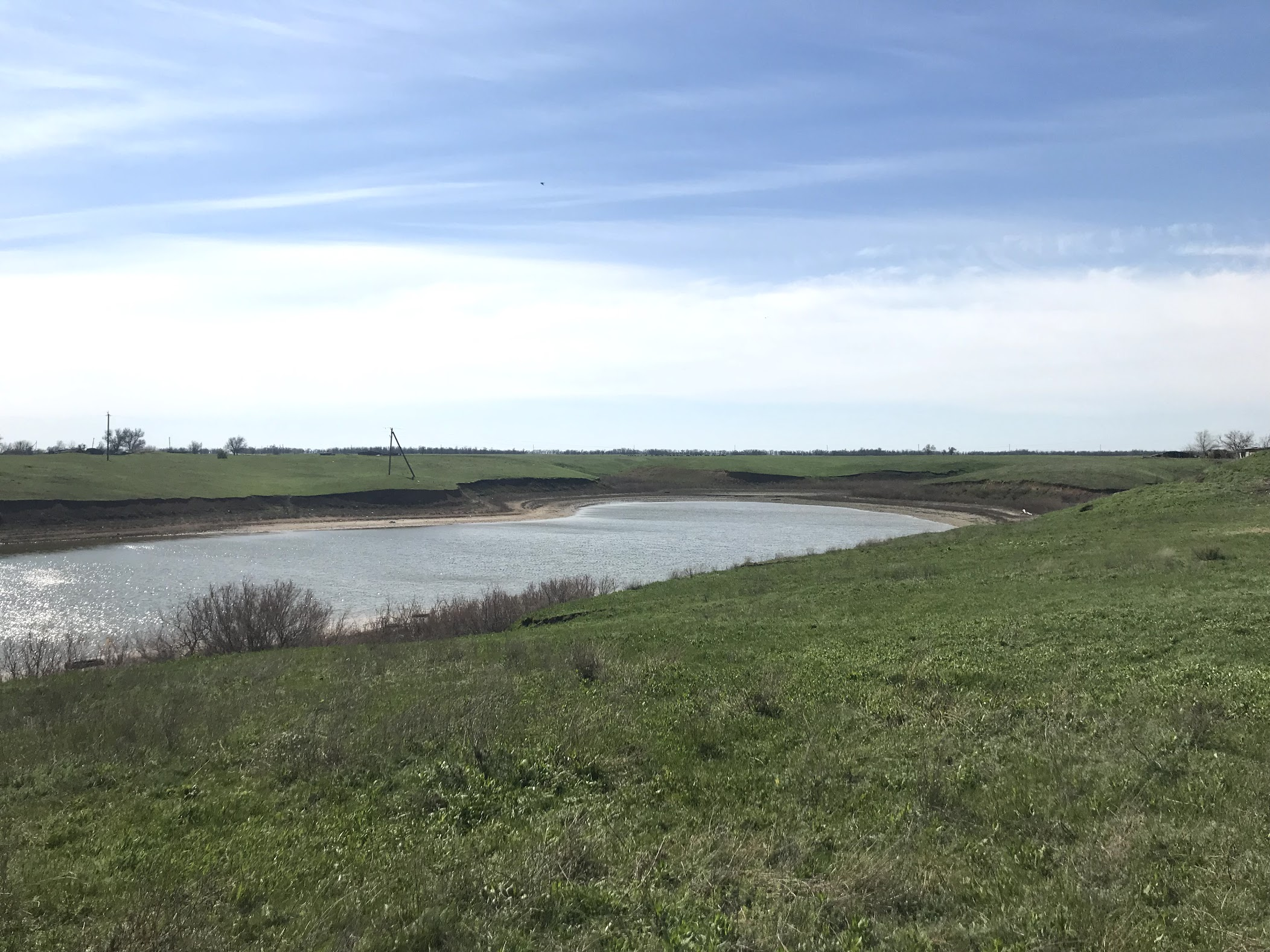
Вид на южный берег Камышевского пруда

Образован путём перекрытия водотока Балки Камышева (притока реки Малая Куберле). На месте перекрытия была построена небольшая дамба, высотой около 3 метров. В пруду водятся различные виды рыб — сазан, карась, ёрш, бычок, окуни, гибриды, а также речные раки и речные моллюски. Иногда встречаются обыкновенный и водяной ужи, а также болотная черепаха. Хотя в последнее время некоторые виды попадаются крайне редко из-за большого обмеления пруда.
Берега пруда обрывистые, в некоторых местах достигают внушительной высоты. Состоят из глинистой, каштановой почвы, в некоторых местах встречается речной песок. Берега используются в основном для ловли рыбы и раков — часто можно встретить самодельные спуски из выкопанных в обрывах ступеней.
В летнее время в пруду купаются люди из окрестных хуторов и сёл. На восточном берегу есть дикий пляж «Качели», прозванный так из-за того, что раньше в этом месте к дереву у воды была привязана «тарзанка», с которой купающиеся прыгали в воду. Также популярным местом для купания считается пляж «Плиты», образованный на укреплениях дамбы на южном берегу пруда. Но в последнее время здесь редко встретишь отдыхающих из-за обмеления пруда и загрязнённости воды.
Долгое время через два крыла балки, в которой расположен пруд, были проложены железные пешеходные мосты с деревянным покрытием. В настоящее время сохранился только один из них — через западное крыло балки, где пруд давно высох. Мост через восточное крыло был разрушен из-за ветхости и позже разобран, потому что пруд под ним обмелел. Мосты соединяли хутор Камышев с хутором Ровное на восточном берегу.